# Стоянов, Александр Афанасьевич
Александр Афанасьевич Стоянов (род. 10 июня 1987, Симферополь) — украинский артист балета (с 2006 года), премьер Национального Академического театра Оперы и Балета Украины имени Т. Г. Шевченко. Народный артист Украины (2019). Заслуженный артист Украины (2016).

## Биография
Родился 10 июня 1987 года в Симферополе.
Занимаясь бальными танцами всего полгода, в возрасте 10-ти лет будущий артист балета успел завоевать призовые 1-е и 2-е места на местных чемпионатах по бальным танцам. По счастливой случайности на одном из конкурсов его заметил профессиональный балетный педагог. И в 1998 году Александр поступил в Киевское государственное хореографическое училище и закончил его в 2006 году. Привил любовь к балету и вложил душу в Александра его педагог, народный артист Украины, Владимир Денисенко.
В 2006 году, после выпуска из КГХУ, Александр стал солистом Национальной оперы Украины. В том же году он получил приглашение на работу в Мариинский театр оперы и балета в Санкт-Петербурге, а через несколько лет его приглашал Большой театр и Берлинская Опера. Но от работы за рубежом он отказался, решив танцевать на родине. В Национальной опере Украины Александр исполняет ведущие роли практически всего репертуара.
В 2018 году артист балета стал приглашенным художественным руководителем балетной труппы Харьковского театра Схід OPERA.

### Гастроли
Гастрольная деятельность Александра очень активно началась ещё во время учёбы в Киевском государственном хореографическом училище. Будучи ещё студентом 1-го курса КГХУ он гастролировал в Японии. А на 3-м курсе исполнял па-де-де из балета «Дон Кихот» на Гала в Италии в городе Губбио. В 2011 году Александр Стоянов был приглашен на Международный фестиваль классического балета им. Рудольфа Нуриева в Казани. В его исполнении российский зритель смог увидеть спектакль «Лебединое озеро» (принц Зигфрид), а партнершей артиста балета стала солистка Большого театра Анна Никулина. В эти же годы танцовщик много гастролировал с труппой Национальной оперы Украины, а также с балетными коллективами других отечественных и зарубежных театров, выступая на лучших сценических площадках мира (Италия, Испания, Португалия, США, Канада, Мексика, Япония, Корея и др.).

### Заслуженный артист Украины
В 2016 году Указом президента Украины премьер балета удостоен звания заслуженного артиста Украины. В июне этого же года состоялся творческий вечер танцовщика, который стал подведением итогов его первых десяти лет работы на театральной сцене. В качестве отчетных спектаклей бенефициант выбрал одноактные балеты «Кармен-сюита» (муз. Ж. Бизе — Р. Щедрина, балетмейстер А. Алонсо) и «Шехеразада» (муз. Н. Римского-Корсакова, хореография М. Фокина, редакция В. Яременко).

### Работа с Международными конкурсами

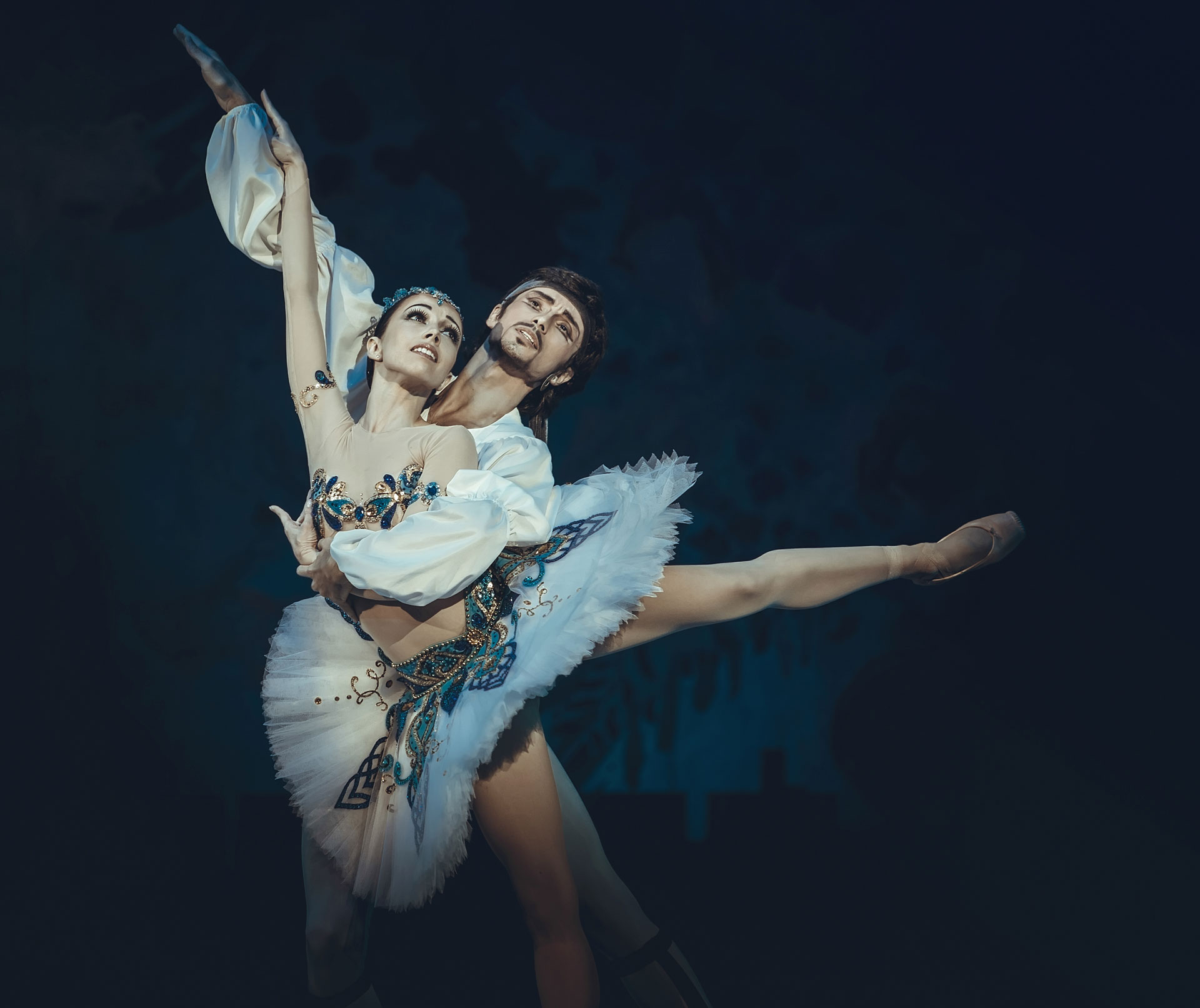
Александр Стоянов и Екатерина Кухар, балет «Корсар»

Почетный член жюри, приглашенный артист заключительных Гала концертов, педагог мастер-классов на международных конкурсах «Tanzolymp», «Seoul International Dance Competition», «Всеукраинская ассамблея танца».

### Работа с Яной Саленко
В 2012 году на 1-м Международном Арт-фестивале в Одессе, который проходил в Одесском Национальном Академическом театре оперы и балеты, Александр Стоянов и Яна Саленко исполнили главные партии Вакха и Вакханки в балете «Вальпургиева ночь». В 2014 году на Гала концерте «Звезды мирового балета» в Мюнхене они порадовали зрителя исполнением одного из самых сложных и эффектных па-де-де «Диана и Актеон». В феврале 2015 года Александр и Яна приняли участие в заключительном Гала концерте Международного балетного конкурса «Tanzolymp» в Берлине, где они станцевали па-де-де из балета «Корсар».
В 2017 году Александр и Яна исполнили па-де-де из балета «Дон Кихот» на Первом международном фестивале балетного искусства Eurasian Dance Festival в Астане.

### Дуэт с Екатериной Кухар
Дуэт с заслуженной артисткой Украины, примой-балериной Национальной оперы Украины — Екатериной Кухар сформировался с самого начала творческого пути Александра Стоянова. Их первым спектаклем на сцене Национальной оперы Украины стал балет «Щелкунчик», а через некоторое время они станцевали «Ромео и Джульетту». Лондонский балетный критик Мэгги Фоер называет их дуэт самой красивой балетной парой Европы. В 2011 году они участвуют в благотворительном Гала Владимира Малахова в помощь Японии после событий на Фукусиме. В 2013 году Фарах Рузиматов приглашает Екатерину и Александра на свой гала в Японию под названием «Ballet Masterpieces». В том же году Андрис Лиепа приглашает их танцевать на своем юбилейном вечере в туре по России и Казахстану. В 2016 они принимают участие в Мексике на фестивале «Культура Майя» вместе с премьерами Берлинской Оперы, Большого театра и Нью-Йорк Сити балета. Александр и Екатерина любимцы украинской публики. Их спектакли всегда проходят с аншлагом. 

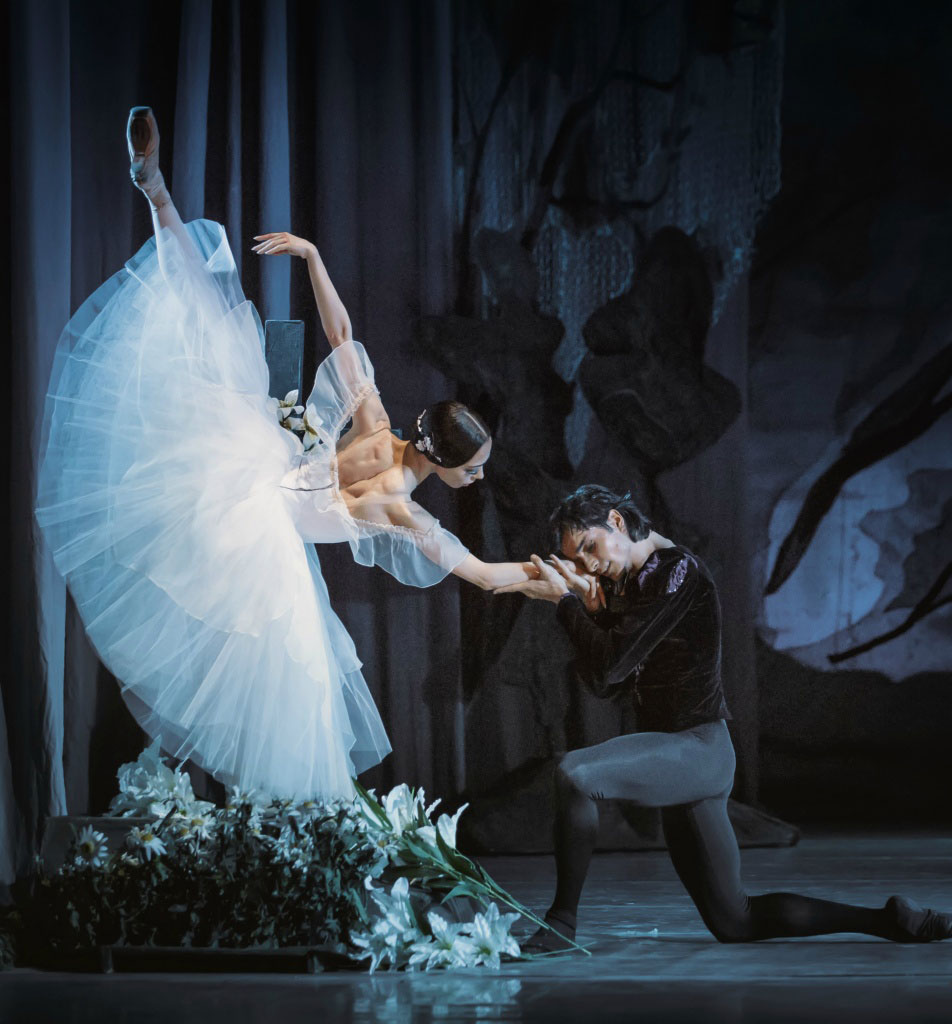
Александр Стоянов и Екатерина Кухар, балет «Жизель»

## Репертуар
- «Ромео и Джульетта» — Ромео
- «Баядерка» — Божок, Солор
- «Дон Кихот» — Базиль
- «Лебединое озеро» — Зигфрид
- «Щелкунчик» — Принц
- «Корсар» — Раб
- «Спящая красавица» — Дезире
- «Жизель» — Альберт
- «Лесная песня» — Лукаш
- «Свадьба Фигаро» — Фигаро
- «Сильфида» — Джеймс
- «Чипполино» — Чипполино
- «Русалочка» — Принц
- «Властелин Борисфена» — Фелицио
- «Вальпургиева ночь» — Вакх
- «Золушка» — Принц
- «Коппелия» — Франц
- «Кармен» — Эксамилио, Хозе

## Другие работы
- «Класс-концерт» Асафа Мессерера
- «Классическое па де де» Чайковского (Джорджа Баланчина)
- «Про любовь» Крылатова (Шакера)
- «Простые вещи» Раду Поклитару
- «Ностальгия по Якобсону» Ярослава Иваненко

## Награды
- 2006 — Дипломант Международного конкурса артистов балета Vaganova Prix
- 2007 — Лауреат Международного конкурса артистов балета Premio Roma в Риме (3-я премия)
- 2009 — Дипломант Московского Международного конкурса артистов балета в Москве
- 2010 — Лауреат Международного конкурса артистов балета Premio Roma в Риме (2-я премия)
- 2011 — Лауреат Международного конкурса артистов балета имени Сержа Лифаря (2-я премия)
- 2016 — Заслуженный артист Украины
- 2019 — Народный артист Украины

## Благотворительность
2018 год — 29 сентября 2018 в 12:00 на сцене оперного театра состоится благотворительный спектакль «Щелкунчик». Все средства, собранные от продажи билетов, будут перечислены фонду «Интер – детям» и пойдут на ремонт и оснащение палаты для трансплантации костного мозга в детском отделении Национального института рака.
2018 год — Александр Стоянов и Екатерина Кухар провели спектакль, чтобы помочь онкобольным детям. В рамках премьерного тура по Украине с балетом «Дети ночи» Александр Стоянов и Екатерина Кухар дали благотворительный спектакль в Житомире. От продажи билетов собрали 103 тысячи гривен, которые использовали для покупки оборудования для лечения онкобольных детей в Житомире.

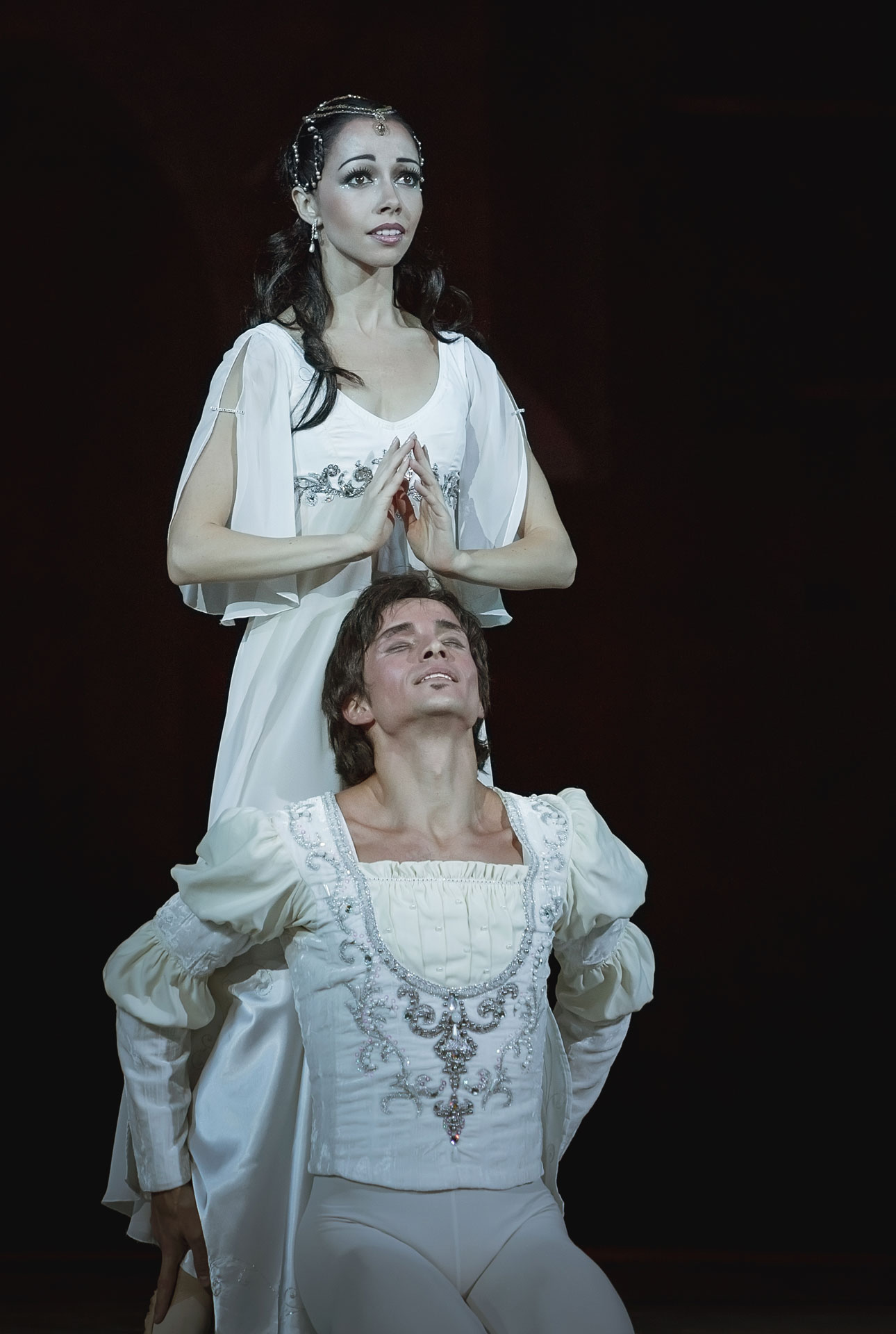
Александр Стоянов и Екатерина Кухар, балет "Ромео и Джульетта

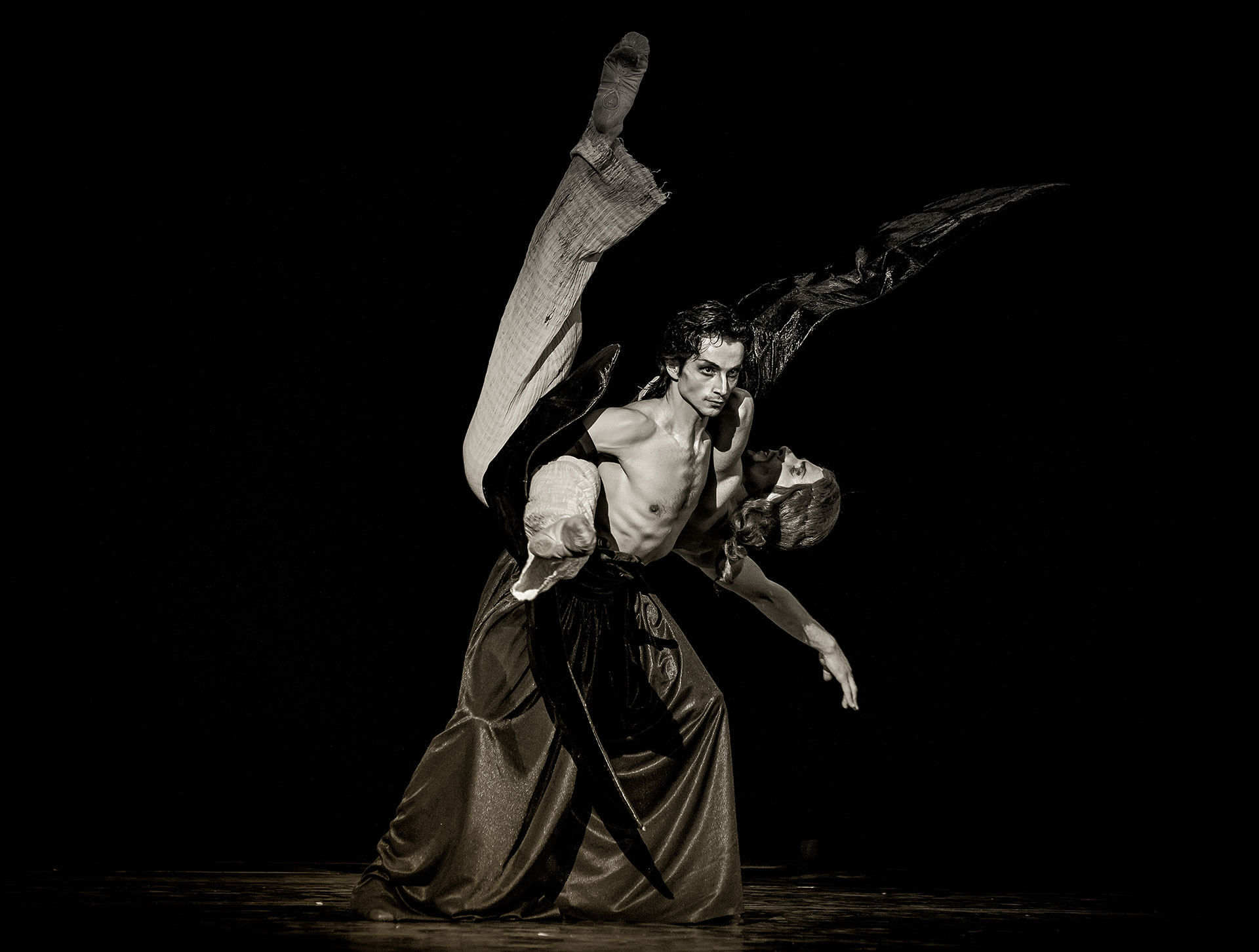
Александр Стоянов и Константин Пожарницкий, балет «Мастер и Маргарита»

2019 год — Народный артист Украины совместно с телеканалом «Интер» передали благотворительному фонду «Интер – детям» 223 тыс. грн. Это самый большой единоразовый взнос за всю историю существования фонда. Деньги пойдут на покупку современного аппарата УЗИ для отделения реанимации и интенсивной терапии новорожденных и недоношенных детей Института педиатрии, акушерства и гинекологии (ИПАГ).
2021 год — Украинский артист балета, премьер Национальной оперы Украины Александр Стоянов презентует благотворительный балет "Белоснежка и семь гномов", который уже имел успех во время гастрольного тура по городам Франции. Вырученные за билеты средства будут переданы на реконструкцию сцены в Октябрьском дворце в Киеве.

## Видеозаписи
1. Адажио из балета «Шахерезада» в исполнении Александра Стоянова и Екатерины Кухар на XIV Международном турнире по спортивной гимнастике «Ukraine Nation Cup 2016» Стеллы Захаровой
2. Современный номер в постановке Ярослава Иваненко «Ностальгия по Якобсону» в исполнении Александра Стоянова
3. Вариация Синей Птицы из балета «Спящая красавица» в Национальной опере Украины
4. Национальная опера Украины. Адажио из балета «Корсар», 1-й акт. Заслуженные артисты Украины Екатерина Кухар и Александр Стоянов
5. Александр Стоянов и Екатерина Кухар. Pas-des-deux из балета «Жизель»
6. Заслуженные артисты Украины Екатерина Кухар и Александр Стоянов. Адажио из балета «Грек Зорба» в Национальной опере Украины
7. «Простые вещи» Раду Поклитару в исполнении Заслуженных артистов Украины Екатерины Кухар и Александра Стоянова на кинофестивале «Молодость»
8. Адажио Эскамильо и Кармен из балета Бизе «Кармен-Сюита»
9. Заслуженные артисты Украины Екатерина Кухар и Александр Стоянов в балете «Раймонда» Глазунова-Петипа. Национальная опера Украины
10. Olexander Stoyanov and Yana Salenko (Staatsballet Berlin) in Le Corsaire Pas de Deux. Tanzolymp Gala, Germany
11. Бэкстейдж фотосессии для Viva! Екатерина Кухар и Александр Стоянов
12. Бэкстейдж фотосессии для Vogue! Екатерина Кухар и Александр Стоянов